# クーパービジョン
クーパー・カンパニーズ (The Cooper Companies Inc. , NYSE: COO) は、アメリカ合衆国カリフォルニア州プレザントンに本社を置き、医療機器およびヘルスケア製品を取り扱う多国籍企業である。世界22カ国33都市に拠点をもち、従業員数約11,000名。イギリス、プエルトリコを主力に7拠点に生産工場をもつ。
コンタクトレンズの製造・開発をおこなうCooperVision Inc. (CVI) と、産婦人科医と産科医により使用される医療機器を開発するCooper Surgical Inc. (CSI) の2部門で成り立っている。
2005年1月、オキュラーサイエンスとクーパービジョンが合併し、世界第3位のコンタクトレンズメーカーとなる。

## 日本における事業内容
- 2001年 - 当時米国で世界第4位のコンタクトレンズメーカーであった米オキュラーサイエンス社の日本法人としてスタートし、2002年にセイコーコンタクトレンズから営業譲渡を受け、業務を開始する。
- 2005年1月 - オキュラーサイエンスとクーパービジョンが合併する。
- 2005年7月 - オキュラーサイエンス株式会社からクーパービジョン・ジャパン株式会社へ社名変更、現在に至る。

1日使い捨てコンタクトレンズ、2週間交換コンタクトレンズ、1日使い捨てコンタクトレンズ乱視用を主力製品とする 。

## 商品一覧
2021年現在、下記商品が日本国内で販売されている。
日本市場でのコンタクトレンズシェアはコンタクトレンズ市場全体で3位（2009年3月現在）、1日使い捨てタイプでは2位（2009年3月現在）、2週間交換タイプでは3位（2009年3月現在）となっている。

### 1日交換終日装用（ディスポーザブルレンズ）
- 「ワンデー アクエア」
- 「ワンデー アクエア エボリューション」
- 「ワンデー アクエア トーリック」（乱視用）
- 「プロクリア ワンデー」
- 「プロクリア ワンデー マルチフォーカル」（遠近両用）
- 「マイデイ」
- 「マイデイ トーリック」（乱視用）

眼科専売品
- 「ワンデー バイオメディックス EV」
- 「ワンデー バイオメディックス トーリック」（乱視用）

### 2週間交換終日装用
- 「バイオフィニティ」
- 「バイオフィニティ XR」（強度近視用）
- 「バイオフィニティ トーリック」（乱視用）
- 「バイオフィニティ マルチフォーカル」（遠近両用）
- 「バイオフィニティ アクティブ」